# Ururau da Lapa (lenda)
Ururau da Lapa, ou apenas Ururau, é uma figura mitológica presente no folclore do Estado do Rio de Janeiro. É descrito como  um jacaré descomunalmente grande, encontrado nas curvos do Rio Paraíba do Sul. Aparece na obra O Coronel e o Lobisomem de José Cândido de Carvalho. O nome Ururau provém do tupi ururá e designa uma variedade de jacaré.

## Na cultura popular
O Ururau está presente no imaginário popular de Campos dos Goytacazes, sendo retratado diversas artes. Em sua homenagem, já batizou um bar, foi objeto de tese de mestrado, título de site e peça radiofônica, além de ser lembrado no nome da escola de samba Ururau da Lapa.